# Bernar Venet
Bernar Venet (Château-Arnoux-Saint-Auban, 20 april 1941) is een Franse beeldhouwer en conceptuele kunstenaar.

## Leven en werk
Bernar Venet, geboren in Frankrijk maar sinds 1966 wonende in New York is een vooraanstaande, internationale beeldhouwer. Venets staalsculpturen zijn in veel internationale museum- en privécollecties opgenomen, maar ook op veel plaatsen in de openbare ruimte vertegenwoordigd, met name zijn sculpturen in cortenstaal Lignes indéterminées, onder andere in Keulen (1999), Parijs (2002), Nice, Luxemburg (2003) en New York (2004) en ook de Arc Majeur (2019) op de E411 autosnelweg te Lavaux-Sainte-Anne.
Vanaf zijn tiende jaar heeft Venet geschilderd. Na zijn schoolopleiding volgde Venet in 1958 een designopleiding in Nice en was aansluitend tot 1963 decorbouwer bij de Opéra de Nice. Na zijn dienstplicht vervuld te hebben ving voor Bernar Venet in 1961 zijn carrière als kunstenaar aan en nam hij in 1964 deel aan de Salon Comparaison van het Musée d'Art Moderne de la Ville Paris. In de zestiger jaren wijdde hij zich volledig aan schilderen, tekenen en fotograferen, hij schreef de choreografie van een ballet. In 1971 trok hij zich volledig uit al zijn kunstenaarsactiviteiten terug. Venet concentreerde zich dan volledig op kunsttheoretische vraagstukken en ging in 1974 de vakken Kunst en Kunsttheorie doceren aan de Universiteit van Parijs, de Sorbonne.
In 1976 besloot hij echter zijn activiteiten als kunstenaar weer op te pakken. Het jaar daarop was hij deelnemer aan de documenta 6 in Kassel en in 1978 aan de Biënnale van Venetië. Toen Bernar Venet in 1976 weer als kunstenaar actief werd, was dat evenwel eerst in andere disciplines als schilderen en hij ving pas daarna aan houtreliëfs en staalsculpturen te maken.
In 1988 werd zijn ballet Graduation, waarvoor hij in 1966 de choreografie schreef, bij de Opéra de Paris opgevoerd. Een soort Gesamtkunstwerk, waarvan de muziek, de kostumering en de choreografie van Venet zijn.
Ook bleef hij, ondanks zijn succes in de beeldhouwerij, ook nog componeren, schilderen en fotograferen. Bovendien produceert hij films. Zo nam hij in 1993 deel aan het Festival voor Artfilms in Montreal, Canada, met zijn werk Gerollter Stahl XC-10.

## Fotogalerij

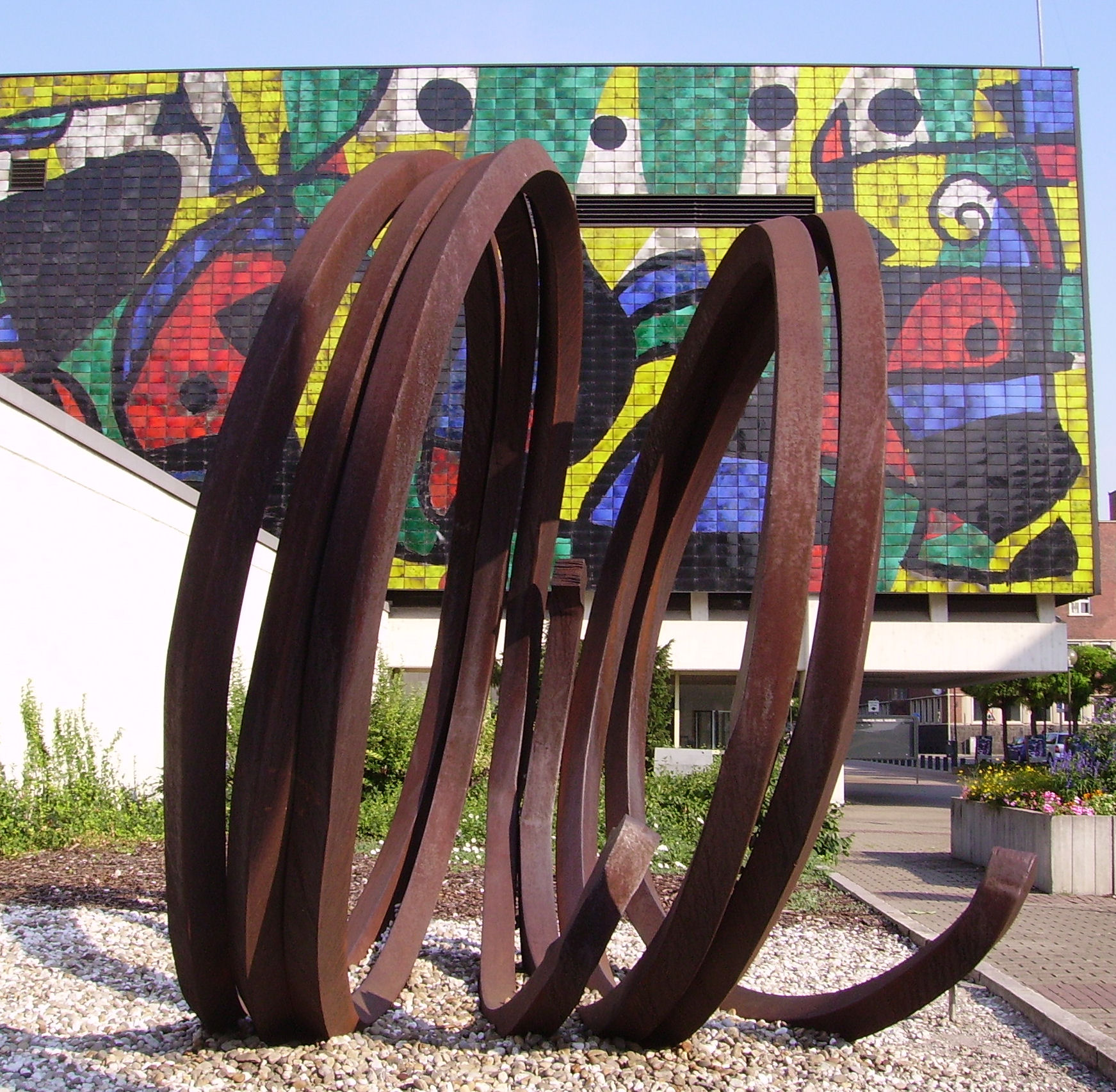
Lignes indéterminées (1993) in Ludwigshafen am Rhein
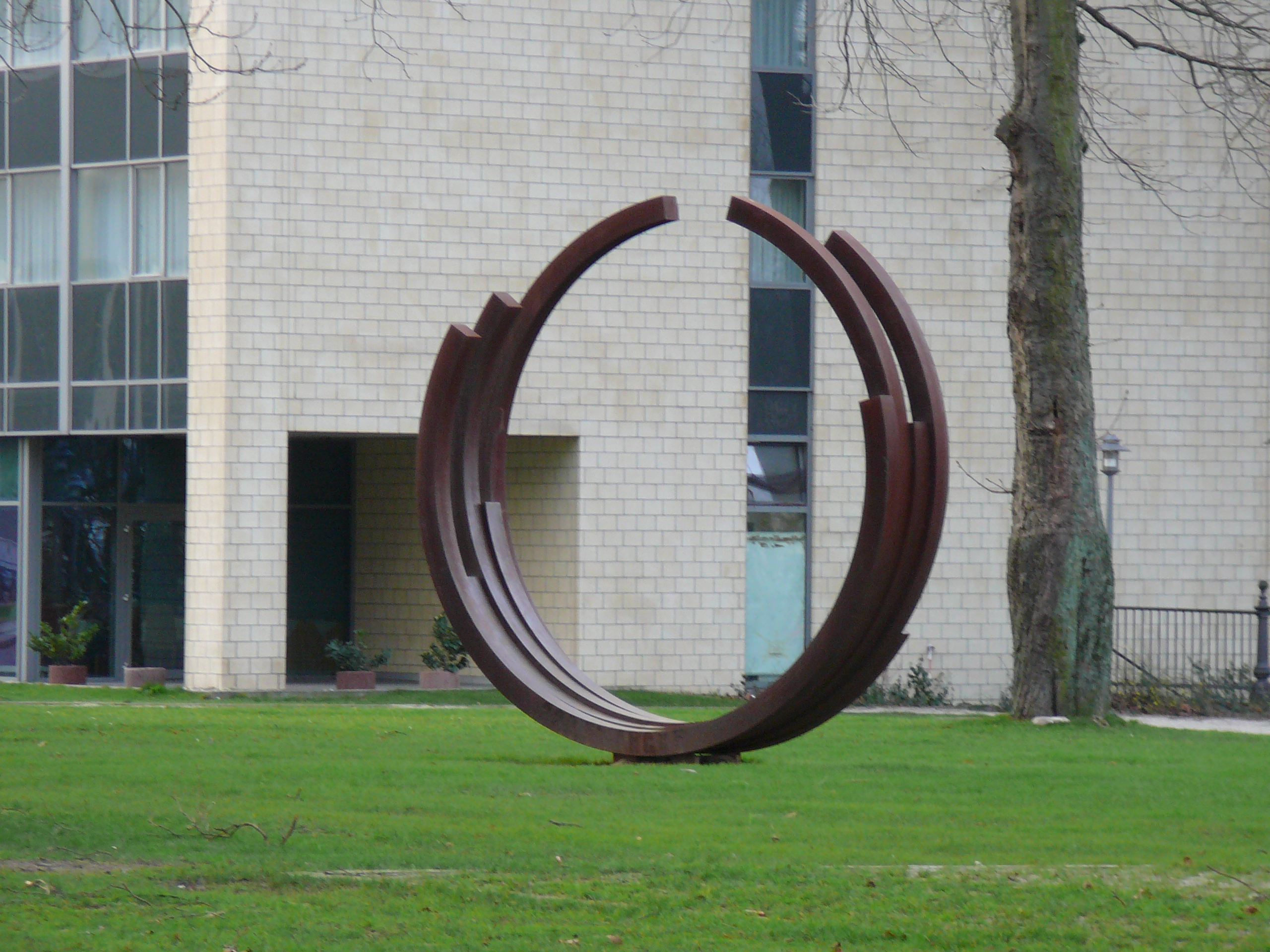
229,5° Arc x 5 Skulpturenpark Johannisberg in Wuppertal
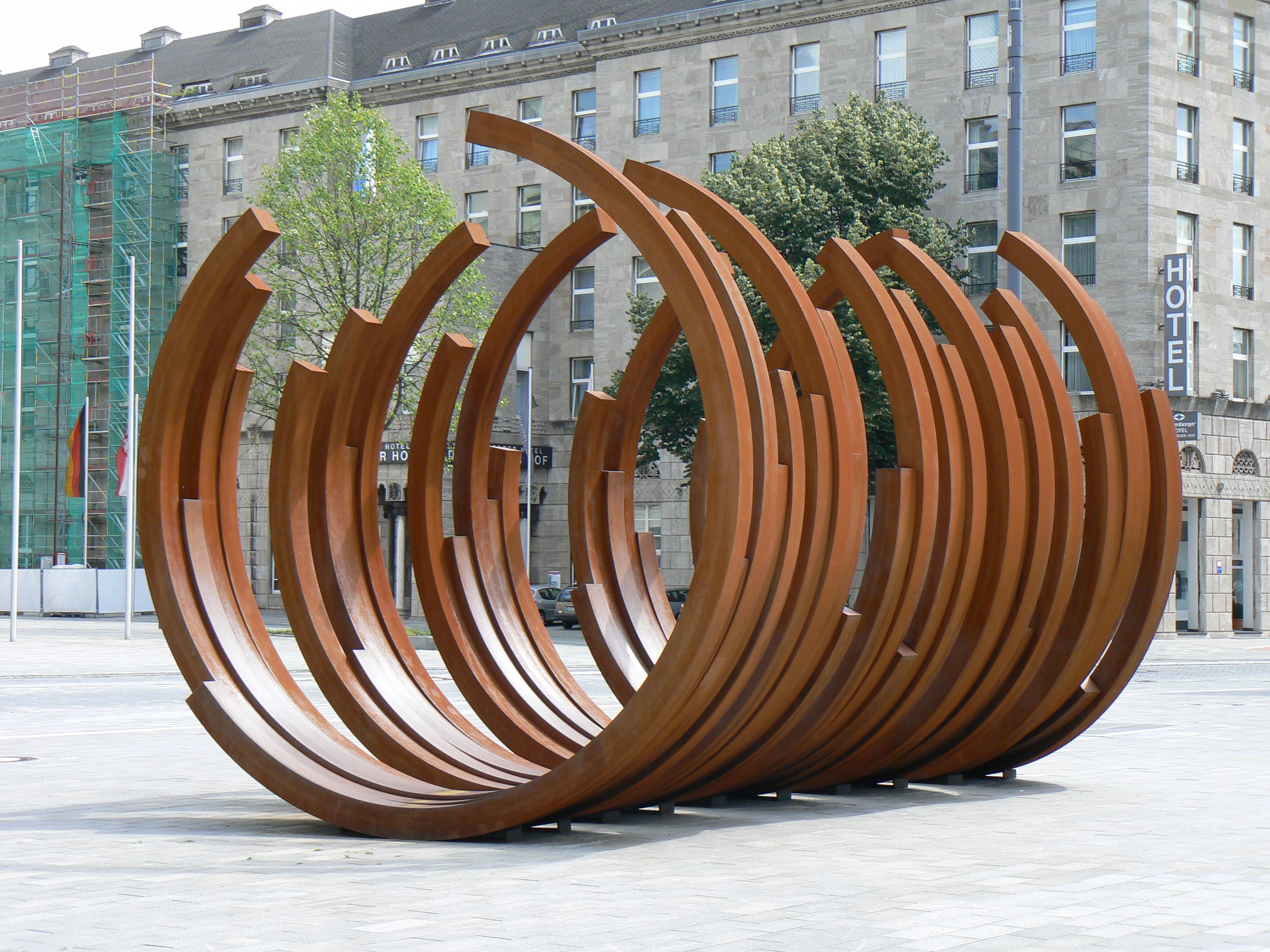
sculptuur in Duisburg
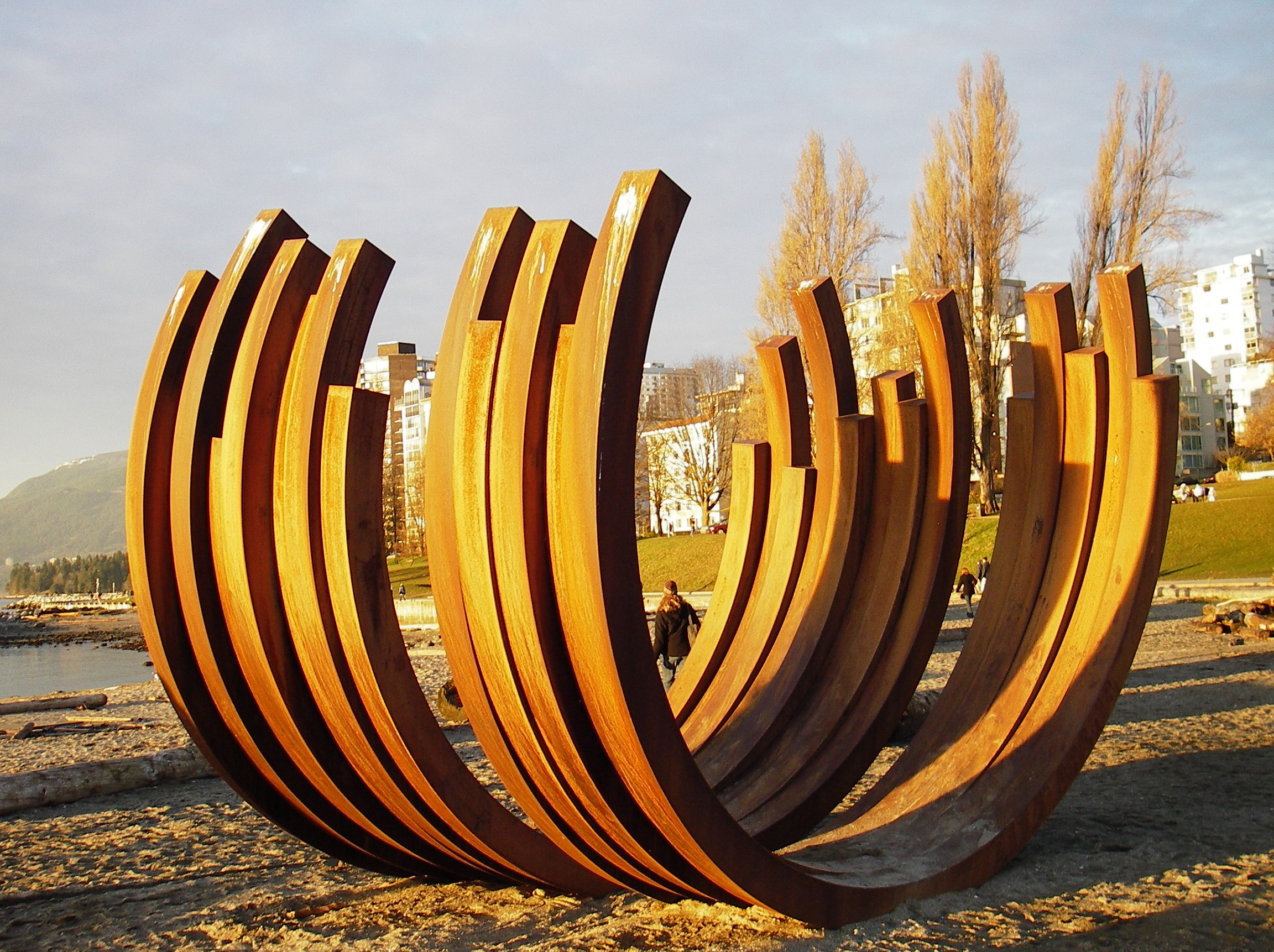
sculptuur 217.5 ARCS x 13 in Vancouver